# Freiwillige vor!
Freiwillige vor! (Volontari al fronte!) è una marcia di Johann Strauss (figlio).

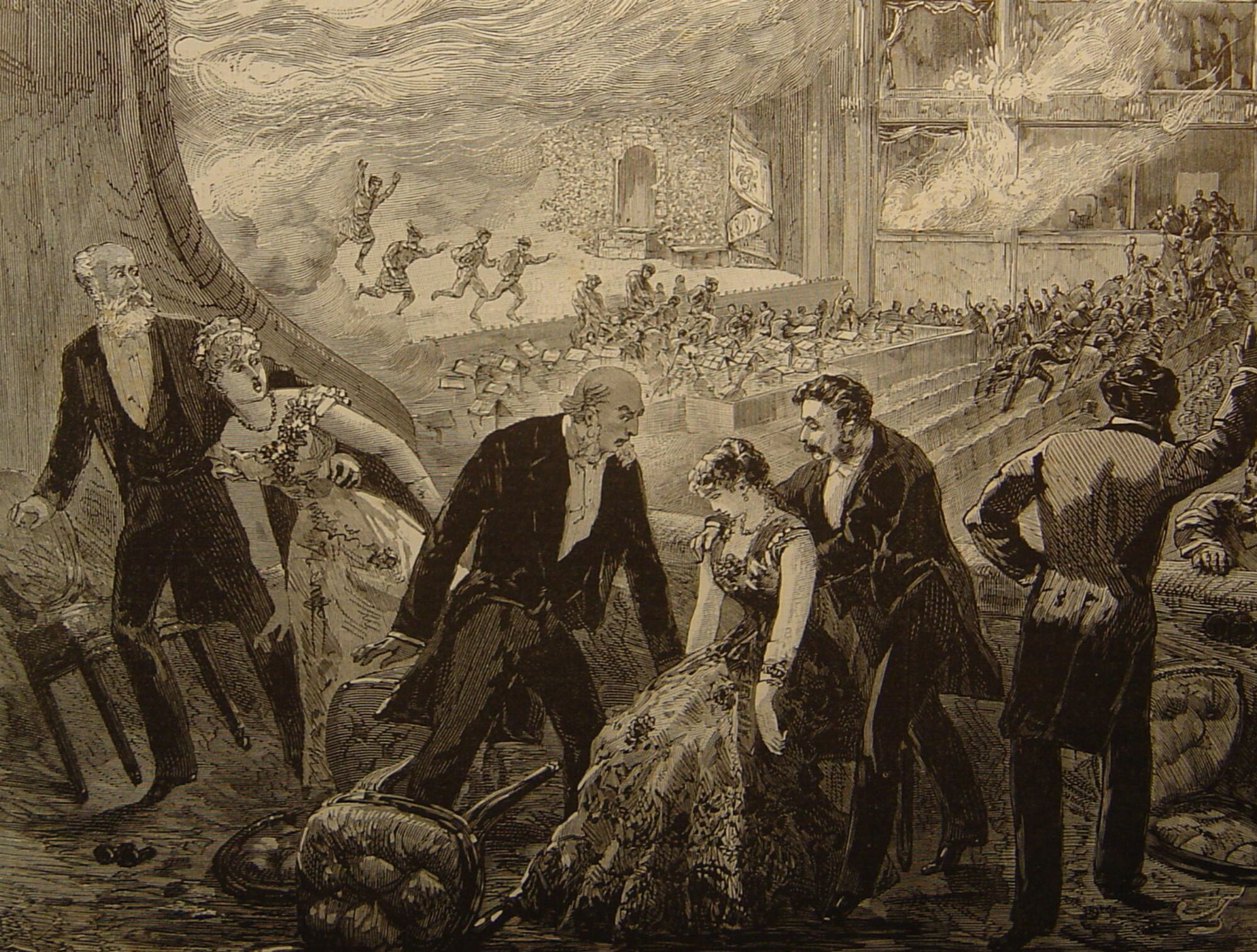
Il tragico rogo del Ringtheater in un'illustrazione dell'epoca.

Il 23 marzo 1881, nel rogo che divampò nel teatro dell'opera di Vienna, persero la vita novantadue persone. Alla luce di questo disastro, il primo ministro austriaco, il conte Eduard von Taaffe, ordinò un'ispezione da parte della polizia in tutti i teatri di Vienna. La relazione seguente dimostrò che le norme anti incendio negli edifici già esistenti erano del tutto mancanti o insufficienti, per questo motivo venne stabilita una serie di nuove norme da applicare in tutti i teatri al fine di evitare il ripetersi di simili situazioni; uscite di emergenza ben contrassegnate e dotate di illuminazione di emergenza, apertura verso l'esterno di tutte le porte e così via.
Con il crescente utilizzo dell'illuminazione a gas nei teatri di tutta Europa, a partire dalla metà del XIX secolo, vi era stato un drammatico aumento del numero di incendi (infatti l'illuminazione a gas utilizzata sul palco, raggiungeva temperature di 70 gradi centigradi).
Durante l'indagine avviata dal conte von Taaffe, vennero ripetutamente evidenziate le gravi carenze relative alla sicurezza antincendio di un altro celebre teatro della capitale, il Ringtheater. Ma prima ancora che le autorità fossero in grado di mettere in sicurezza l'edificio e apportarvi le modifiche volute da von Taaffe, si verificò la tragedia dell'8 dicembre 1881.
Mentre al Ringtheater stava per andare in scena l'opera di Jacques Offenbach I racconti di Hoffmann, che la notte precedente aveva avuto il suo trionfale debutto in lingua tedesca nello stesso teatro, alla presenza di Johann Strauss, un malfunzionamento dei bruciatori a gas bruciò un pezzo della scenografia e le fiamme si diffusero rapidamente in tutto il teatro. Anche se l'incendio venne domato, senza l'illuminazione di emergenza tutto lo stabile rimase al buio e, nel panico che ne derivò, 386 persone morirono, bruciate, soffocate o calpestate dalla folla.
Il giorno successivo, 9 dicembre 1881, vi fu la mobilitazione della Wiener Freiwillige Rettungsgesellschaft (Associazione di salvataggio volontario viennese), un'organizzazione fondata da tre uomini: il conte Johann Nepomuk Wilczek, il medico Jaromir von Mundy e il conte Eduard Lamezan-Salins, il presidente della corte d'assise. (Quasi un decennio prima, fra il 1873 e il 1874, il conte Wilczek aveva finanziato la spedizione al polo nord guidata da Carl Weyprecht e Julius Payer, un'impresa che Eduard Strauss immortalò nella sua Weyprecht-Payer-Marsch op. 120). Questa associazione di volontariato divenne presto un modello di riferimento per tutte le altre organizzazioni simili all'estero.
La marcia di Johann Strauss Freiwillige vor! venne creata circa cinque anni dopo la tragedia del Ringtheater. La sua prima edizione, stampata privatamente in un piccolo formato, completa della firma del compositore, fu dedicata al primo ballo di beneficenza organizzato dall'Associazione di salvataggio, il 30 gennaio 1887. L'evento ebbe luogo nella Sofienbad-Saal e fu Johann stesso a dirigerne la prima esecuzione.
La marcia può essere confrontata con la precedente opera del compositore, la Jubelfest-Marsch op. 396 del 1881, entrambe le opere sono molto simili tra loro per struttura e carattere. 
La prima edizione pubblicata dalla casa editrice Josef Weinberger e Hofbauer della marcia, venne dedicata all'Associazione di salvataggio volontario viennese.